# Trikarso
Trikarso is een bestuurslaag in het regentschap Kebumen van de provincie Midden-Java, Indonesië. Trikarso telt 3541 inwoners (volkstelling 2010).